# سلافغورود
سلافغورود (بالروسية: Славгород) هي إحدى مدن روسيا في الكيان الفدرالي الروسي ألطاي كراي.

## أعلام
- فاليري نيبومنياشتشي
- أولغا بوندارينكو
- فلاديمير فينك